# プラナー

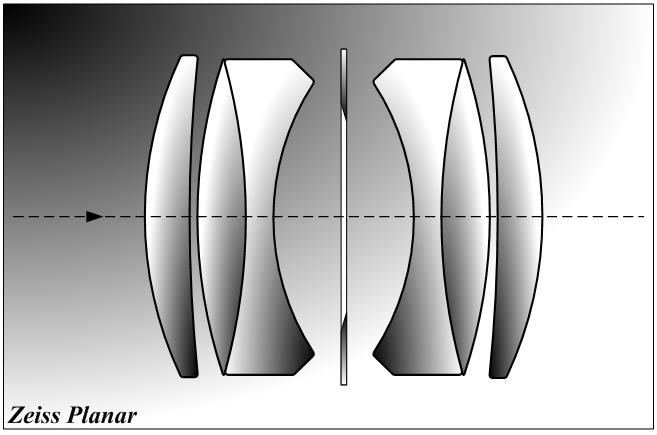
プラナー

プラナー（Planar ）はパウル・ルドルフが1897年に発明したカール・ツァイスの写真レンズで、ツァイス・アナスチグマートとしてはシリーズIAであった。
ツァイス・アナスチグマートのシリーズIBがウナー、シリーズIIBがテッサー、それ以外がプロターとなっている。
初代プラナーは、ダブルガウス型の発展過程における代表的なレンズのひとつで、完全に前後対称である。対称な設計は像面湾曲や歪曲収差が抑えられ、平坦を意味するプラーン（独:Plan ）が名称の由来である。
その後プラナーは同系統のレンズのシリーズ名として使われた。第二次世界大戦前、ダブルガウス型はコマ収差を抑えられず、空気面の多いこともコーティング技術の発達以前には不利であった。しかし戦後は、コマ収差を抑えられるようになり、同社のTコーティング・T*コーティングとともに高性能なレンズが作られるようになった。一眼レフカメラでは、ライバルのゾナーはバックフォーカスの短かさが構造上不利ということもあり、プラナーが看板レンズとなった。主に標準レンズに採用され、一部大口径望遠レンズがある。
Sプラナー（S-Planar ）は特殊用途（独:Sonder ）であることを示し、その多くはいわゆるマクロレンズであり、後に一般向け製品はマクロプラナー（Makro-Planar ）に名称変更された。Sプラナーには半導体露光装置用や引き伸ばしレンズ、マイクロフィルム用レンズなども存在した。

## 製品一覧

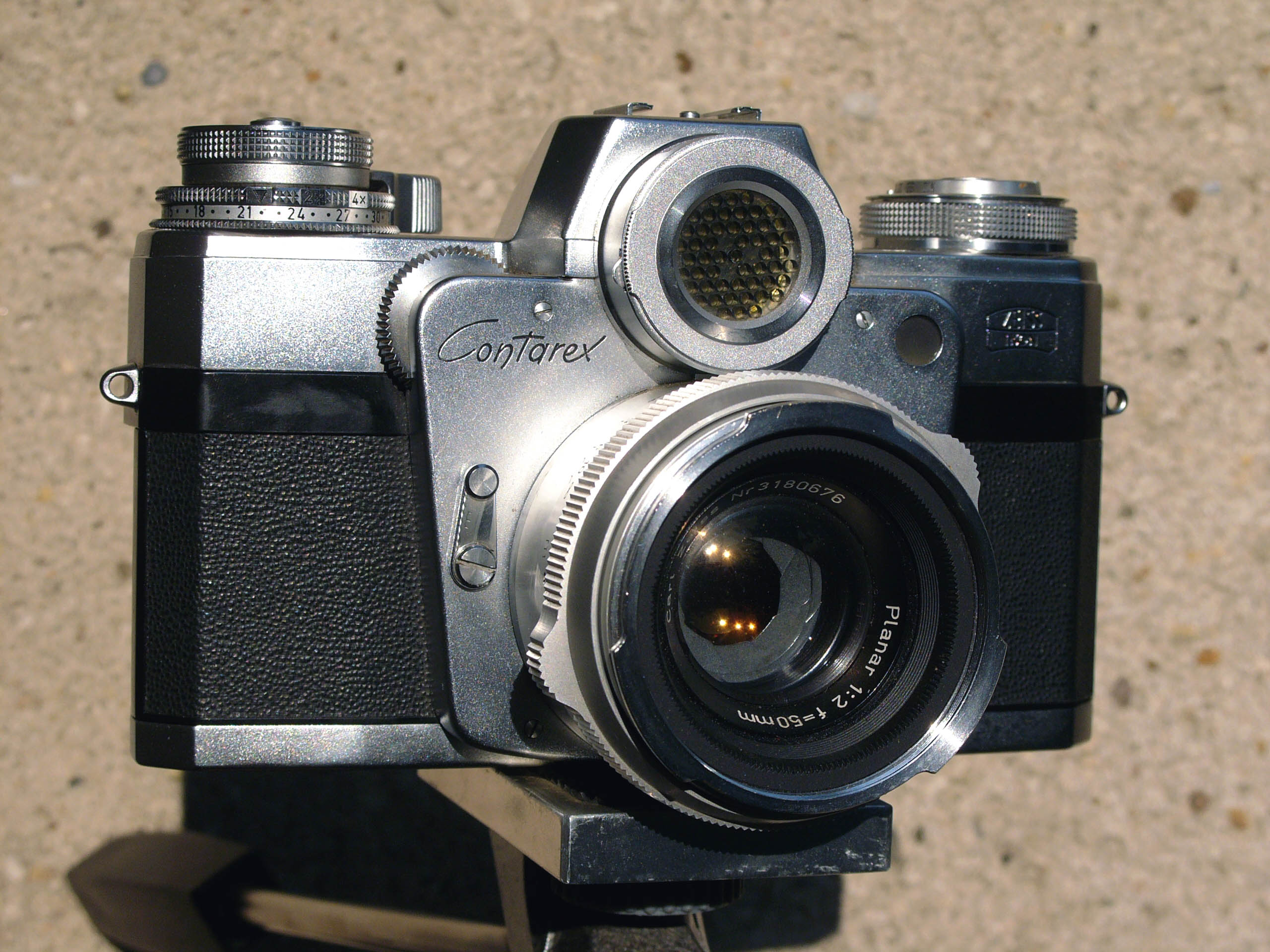
プラナー50mmF2

アルファベット順に記述する。

### キヤノンEFマウント
- プラナー50mmF1.4（2008年発売） - コシナ製。ZEマウント。
- マクロプラナー50mmF2 - コシナ製。ZEマウント。
- プラナー85mmF1.4（2008年発売） - コシナ製。ZEマウント。
- マクロプラナー100mmF2 - コシナ製。ZEマウント。
- Milvus 85mmF1.4 - コシナ製。ZEマウント。9群11枚。
- Millvus 50mm F2 - マクロプラナー（ハーフマクロ）。コシナ製。ZEマウント。6群8枚。
- Millvus 100mm F2 - マクロプラナー（ハーフマクロ）。コシナ製。ZEマウント。8群9枚。
- Otus 85mmF1.4 - コシナ製。ZEマウント。Apo-Planar。9群11枚。
- Otus 100mmF1.4 - コシナ製。ZEマウント。Apo-Planar。6群14枚。

### コンタレックス（Contarex）用
コンタレックス参照。

### コンタックス（Contax）用
コンタックス#レンジファインダーのコンタックス参照。

### コンタックスRTS（CONTAX RTS）用
コンタックス#コンタックス・ヤシカマウントカメラ参照。

### コンタックスN（CONTAX N）用
コンタックス#コンタックスNマウントカメラ参照。

### コンタックス645（CONTAX 645）用
コンタックス#コンタックス645参照。

### コンタックスG（CONTAX G）用
コンタックスG参照。

### グラフレックスXL用
- プラナー80mmF2.8
- プラナー100mmF2.8

### ハッセルブラッドVシリーズ用
純正扱いのレンズに関してはハッセルブラッドのカメラ製品一覧参照。
- マクロプラナー120mmF4 - ドイツ製。ZVマウント。4群6枚。最短撮影距離0.8m。アタッチメントはφ67mmねじ込み。1,000本限定。

### ライカマウント
ライカマウントレンズの一覧#カール・ツァイス参照。

### M42マウント
M42マウントレンズの一覧#カール・ツァイス参照。

### ニコンFマウント
ZFマウントはAi-S相当。ZF.2マウントはAi-P相当。
- プラナー50mmF1.4（2006年発売） - コシナ製。ZFマウント、ZF.2マウント。
- マクロプラナー50mmF2（2007年発売） - コシナ製。ZFマウント、ZF.2マウント。
- プラナー85mmF1.4（2006年発売） - コシナ製。ZFマウント、ZF.2マウント。
- マクロプラナー100mmF2（2007年発売） - コシナ製。ZFマウント、ZF.2マウント。
- Millvus 85mmF1.4 - コシナ製。ZF.2マウント。9群11枚。
- Millvus 50mm F2 - マクロプラナー（ハーフマクロ）。コシナ製。ZF.2マウント。6群8枚。ZF.2マウント。
- Millvus 100mm F2 - マクロプラナー（ハーフマクロ）。コシナ製。ZF.2マウント。8群9枚。ZF.2マウント。
- Otus 85mmF1.4 - コシナ製。ZF.2マウント。Apo-Planar。9群11枚。
- Otus 100mmF1.4 - コシナ製。ZF.2マウント。Apo-Planar。6群14枚。

### ペンタックスKマウント
- プラナー50mmF1.4 - コシナ製。ZKマウント。6群7枚。最短撮影距離0.45m。アタッチメントはφ58mmねじ込み。
- マクロプラナー50mmF2（2007年発売） - コシナ製。ZKマウント。最短撮影距離0.24m。アタッチメントはφ67mmねじ込み。
- プラナー85mmF1.4（2007年発売） - コシナ製。ZKマウント。5群6枚。最短撮影距離1m。アタッチメントはφ72mmねじ込み。
- マクロプラナー100mmF2 - コシナ製。ZKマウント。8群9枚。最短撮影距離0.44m。アタッチメントはφ67mmねじ込み。

### ローライフレックス6×6cm判二眼レフ用
テッサー75mmF3.5に続いてローライフレックス2.8Cから2.8Fまで搭載され、ローライフレックスの人気を決定付けた。
ローライ#ローライフレックス6×6シリーズ参照。

### ローライフレックス6000シリーズ用
ローライ#ローライフレックス6000シリーズ参照。

### ローライフレックスSL66シリーズ用
ローライ#ローライフレックスSL66シリーズ参照。

### ローライフレックスSL35/SL2000シリーズ用
ローライ#ローライフレックスSL35/SL2000シリーズ参照。

### ソニーAマウント
- プラナー50mmF1.4ZA（2013年発売）
- プラナー85mmF1.4ZA（2006年発売） - 7群8枚。コニカミノルタが発売していた6群7枚のα85mmF1.4Gリミテッドとは設計が異なる。

### ソニーEマウント
- Touit 32mmF1.8
- Loxia 50mmF2
- プラナー50mmF1.4ZA（2016年発売） - 9群12枚。11枚羽根絞り。最初の6枚が、ダブルガウス型。後の6枚で収差補正している。 [1]

### 大判用
- プラナーシリーズIA（Planar Series IA ）
  - 1番 - 2cmF3.6
  - 2番 - 3.5cmF3.6
  - 6番 - 4cmF3.6
  - 3番 - 5cmF3.6
  - 7番 - 6cmF3.6
  - 4番 - 7.5cmF3.6
  - 8番 - 8.5cmF3.6
  - 5番 - 10cmF3.6
  - 9番 - 11cmF3.6
  - 10番 - 13cmF3.6
  - 11番 - 16cmF3.6
  - 12番 - 20.5cmF4
  - 13番 - 25cmF4
  - 14番 - 30cmF4.5
  - 15番 - 37cmF4.5
  - 16番 - 42.5cmF5
  - 17番 - 47cmF5
  - 18番 - 61cmF6
  - 19番 - 84cmF6
- プラナー80mmF2.8 - 6×9cm判をカバーする。
- プラナー100mmF2.8 - 6×9cm判をカバーする。
- プラナー135mmF3.5 - 5群5枚。イメージサークルφ170mm。アタッチメントはφ67mmねじ込み。シャッターはコンパー#1。T*コーティング。

### 産業用・接写用など

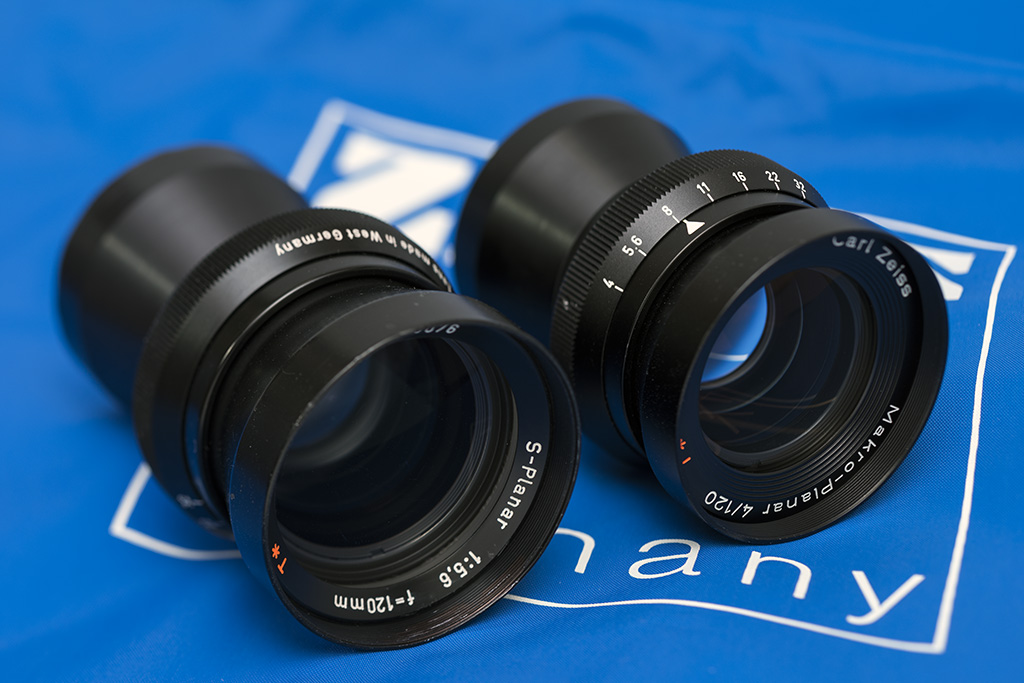
Sプラナー120mmおよびマクロプラナー120mm

- S-プラナー100mmF2.8 - 40mmP=1mmねじマウント。前側アタッチメントなし。調整可能な絞りなし。現存個体には前群にバルサム剥がれの出たものが見られるため、貼り合わせのないレンズ構成であるコンタックス・ヤシカマウント用マクロプラナー100mmF2.8とは無関係の光学系を有している)[独自研究?]。
- S-プラナー120mmF5.6 - 32.5mmP=0.5mmねじマウント（0番シャッターと同サイズ）。アタッチメントは前側のみ、49mmP=0.75mmねじ込み。中判引き伸ばし用、もしくは縮小コピー用レンズ。光学系は各種中判カメラ用の同名レンズと同一であり、それらの量産用に用意されたレンズエレメントを流用して生産されたため、製造番号でそれら中判レンズと区別することは困難である。製造時期により単層コーティングのもの、マルチコーティングのもの、さらに銘板にT*表示のあるものが存在した。46mmP=1mmねじマウントへ変換する純正アダプターが取り付けられているものもある。前後群のねじ寸法および前後群の間隔が0番シャッターレンズと同一であるため、同規格のシャッターに組み込んで使用されることもある。
- S-プラナー135mmF5.6 - ハッセルブラッドマウント。 アタッチメントは前側のみ、60mmバヨネット式。このレンズは、ベローズに取り付けて接写を主に行うベローズレンズとして開発された物だが、∞から撮影できる。光学系内部に、レンズ・シャッターを組み込んで有り、マウント部よりも後ろの方に光学系が突出している。
- マクロプラナー120mmF4 - 32.5mmP=0.5mmねじマウント（0番シャッターと同サイズ）。アタッチメントは前側のみ、49mmP=0.75mmねじ込み。S-プラナー 120mmF5.6の後継品。このレンズも中判カメラ用の同名レンズと同一の光学系を持つ。前後群を取り外し、0番シャッターに組み込むことも可能。

### 拡大撮影用

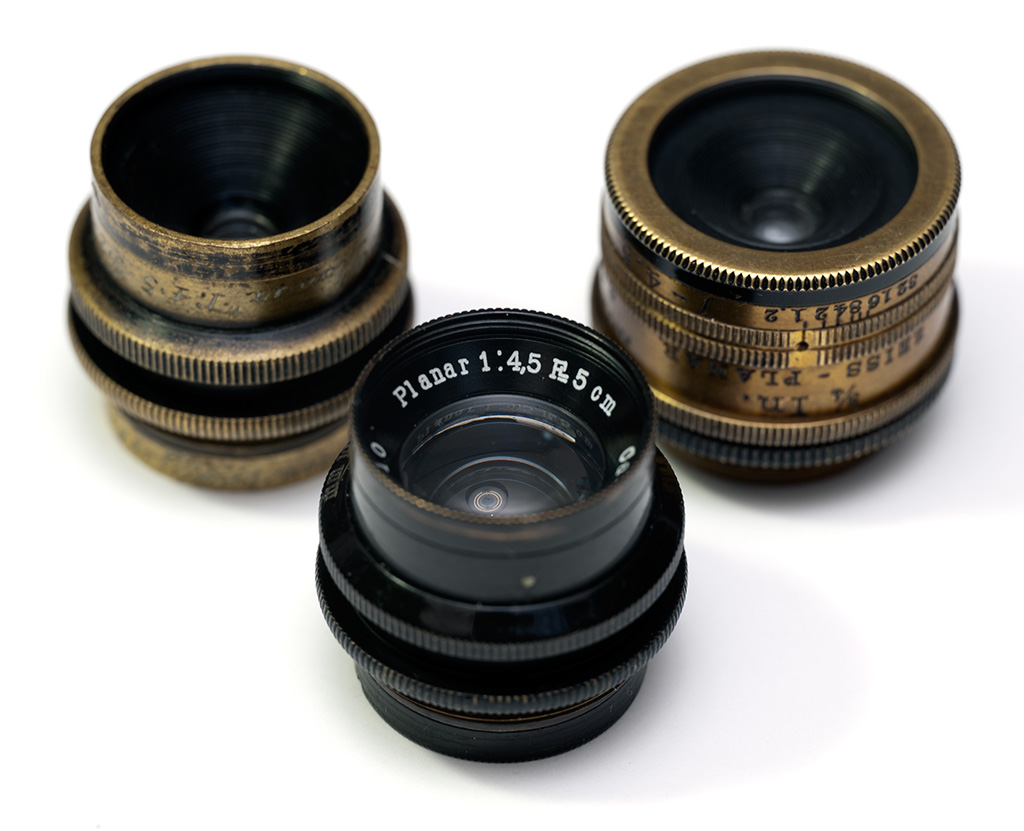
プラナー5cmF4.5およびロッス・ボシュロムのライセンス生産プラナー20mmF4.5

イギリスのロッスやアメリカのボシュロムでライセンス生産されたものもある。
ごく少量ながら、19世紀末から第二次大戦中までの長期にわたって生産されたため、時期によって鏡胴の外見が大きく異なる。ツァイス生産品は鏡胴のマウント側にSerie IAの刻印が見られる。鏡胴の焦点距離表記の単位はcmであったりmmであったり、生産ロットによってまちまちである。
- プラナー2cmF4.5 - RMSマウント
- プラナー3.5cmF4.5 - RMSマウント
- プラナー5cmF4.5 - RMSマウント
- プラナー7.5cmF4.5

### 映画用
- プラナー32mmT2.1 - アリフレックスマウント。16mm/S16用。
- プラナー55mmT1.3 - PLマウント。35mm用。
- プラナー85mmT2.1 - コンパクトプライム。PLマウント。35mm用。
- プラナー85mmT2.1 - コンパクトプライムII。PL/E/Fマウント対応。ライカ判フルサイズ対応。
- プラナー85mmT1.4 - PLマウント。三角絞り。35mm用。
- プラナー85mmT1.3 - PLマウント。35mm用。
- プラナー135mmT2.1 - PLマウント。35mm用。